# The Click Five
The Click 5 fue una banda formada en Boston, Massachusetts. Debutaron en el U.S. Billboard Hot 100 Singles Chart con el sencillo, "Just The Girl" (escrito por Adam Schlesinger) de su álbum debut, Greetings from Imrie House, que fue lanzado el 16 de agosto de 2005. El segundo material de la banda se tituló Modern Minds & Pastimes, que fue lanzado el 26 de junio de 2006.

## Historia

### Comienzos (2001-2004)
Joe Guese, Ben Romans, y Ethan Mentzer formaban una banda llamada "Oscar Bravo" en el "Berklee College of Music" en Boston, mientras que Joey Zehr estaba en otra banda llamada "For Reasons Unseen." Después de que las dos bandas se desvanecieron, Joe Guese, Ben Romans, Ethan Mentzer, y Joey Zehr formaron The Click 5 en 2004. Los cuatro miembros de la nueva banda buscaron al vocalista, y Zehr llamó a su amigo de la infancia Eric Dill de Indianapolis, Indiana, ofreciéndole el rol. Dill dejó sus estudios en la Universidad de Purdue y se mudó a la casa de la banda, que posteriormente fue llamada "Imrie House." El grupo tocó su primer track en el KISS 108 FM Hatchshell Concert en el Charles River en julio de 2004.

### Nueva época para la banda (2007-2008)
En el año 2007 la banda participó en la película titulada Taking Five, en la cual los integrantes de la banda se interpretan a sí mismos. Después de esta película, Eric Dill anunció que dejaba la banda. Y así fue, en marzo de 2007 Dill dejó la banda y The Click 5 entró en un receso, buscanco al sucesor. Unos meses después se anunció al nuevo vocalista Kyle Patrick, quién ocupó el lugar de Eric, como líder de la banda. Su más reciente álbum es llamado "Modern Minds & Pastimes", la primera canción de su segundo disco es "Jenny"

### Ruptura
Tras 10 años en activo,en 2013 The Click 5 anuncia su separación. El anuncio fue hecho en las cuentas de Twitter de los exintegrantes.

## Discografía

### Álbumes de estudio
- Greetings from Imrie House (2005)
- Modern Minds and Pastimes (2007)
- TCV (2010)

### EP
- Angel to You (Devil to Me) (2005)

### Sencillos
| 2005                                                                    | "Angel to You (Devil to Me)" | —  | —  | — | —  | —  | Angel to You (Devil to Me) EP |
| 2005                                                                    | "Good Day"                   | —  | —  | — | —  | —  | Greetings from Imrie House    |
| 2005                                                                    | "Just the Girl"              | 11 | 8  | 1 | 18 | 21 | Greetings from Imrie House    |
| 2005                                                                    | "Catch Your Wave"            | —  | 68 | — | 37 | 47 | Greetings from Imrie House    |
| 2006                                                                    | "Pop Princess"               | —  | —  | — | —  | —  | Greetings from Imrie House    |
| 2006                                                                    | "Say Goodnight"              | —  | —  | — | —  | —  | Greetings from Imrie House    |
| 2007                                                                    | "Jenny"                      | —  | —  | — | —  | —  | '[Modern Minds and Pastimes   |
| 2008                                                                    | "Flipside"                   | —  | —  | — | —  | —  | '[Modern Minds and Pastimes   |
| 2008                                                                    | "Summertime"                 | —  | —  | — | —  | —  | '[Modern Minds and Pastimes   |
| 2009                                                                    | "I Quit! I Quit! I Quit!"    | —  | —  | — | —  | —  | TCV                           |
| "—" denota que no entró en los charts o que no fue lanzado en ese país. |                              |    |    |   |    |    |                               |